# Stephan Lichtsteiner
Stephan Lichtsteiner (n. 16 ianuarie 1984, Adligenswil⁠(d), cantonul Lucerna, Elveția) este un fotbalist elvețian care evoluează la clubul FC Augsburg și la echipa națională de fotbal a Elveției.
Un fundaș dreapata ofensiv, Lichtsteiner este cunoscut pentru aportul său destul de energic în cadrul jocului, cu incursiuni în atac pe flancul drept și un atlet deosebit, fapt pentru care este poreclit "Forrest Gump" și "Expresul elvețian".

## Palmares
Grasshopper Zürich
- Swiss Football League: 2002–03

Lazio
- Coppa Italia: 2008–09
- Supercoppa Italiana: 2009

Juventus
- Serie A: (2): 2011–12, 2012–13
- Supercoppa Italiana (2): 2012, 2013
- Coppa Italia: Finalist 2012

## Statistici carieră
| Club               | Campionat          | Sezon              | Campionat | Campionat | Cupă1   | Cupă1  | Europa  | Europa | Altele2 | Altele2 | Total   | Total  |
| Club               | Campionat          | Sezon              | Meciuri   | Goluri    | Meciuri | Goluri | Meciuri | Goluri | Meciuri | Goluri  | Meciuri | Goluri |
| ------------------ | ------------------ | ------------------ | --------- | --------- | ------- | ------ | ------- | ------ | ------- | ------- | ------- | ------ |
| Grasshoppers       | Super League       | 2001–02            | 1         | 0         | -       | -      | -       | -      | -       | -       | 1       | 0      |
| Grasshoppers       | Super League       | 2002–03            | 25        | 0         | -       | -      | -       | -      | -       | -       | 25      | 0      |
| Grasshoppers       | Super League       | 2003–04            | 26        | 2         | -       | -      | 2       | 0      | -       | -       | 28      | 2      |
| Grasshoppers       | Super League       | 2004–05            | 27        | 2         | -       | -      | -       | -      | -       | -       | 27      | 2      |
| Lille              | Ligue 1            | 2005–06            | 31        | 1         | -       | -      | 8       | 0      | -       | -       | 39      | 1      |
| Lille              | Ligue 1            | 2006–07            | 24        | 0         | 4       | 0      | 3       | 0      | -       | -       | 31      | 0      |
| Lille              | Ligue 1            | 2007–08            | 34        | 4         | 1       | 0      | -       | -      | -       | -       | 35      | 4      |
| Lazio              | Serie A            | 2008–09            | 33        | 1         | 4       | 0      | -       | -      | -       | -       | 37      | 1      |
| Lazio              | Serie A            | 2009–10            | 33        | 2         | 2       | 0      | 7       | 0      | 1       | 0       | 43      | 2      |
| Lazio              | Serie A            | 2010–11            | 34        | 0         | 1       | 0      | -       | -      | -       | -       | 35      | 0      |
| Juventus           | Serie A            | 2011–12            | 35        | 2         | 3       | 0      | -       | -      | -       | -       | 39      | 2      |
| Juventus           | Serie A            | 2012–13            | 28        | 4         | -       | -      | 10      | 1      | 3       | 0       | 38      | 5      |
| Juventus           | Serie A            | 2013–14            | 17        | 2         | 1       | 0      | 3       | 0      | 1       | 1       | 20      | 3      |
| Super League Total | Super League Total | Super League Total | 79        | 4         | 0       | 0      | 2       | 0      | 0       | 0       | 81      | 4      |
| Ligue 1 Total      | Ligue 1 Total      | Ligue 1 Total      | 89        | 5         | 5       | 0      | 11      | 0      | 0       | 0       | 105     | 5      |
| Serie A Total      | Serie A Total      | Serie A Total      | 161       | 10        | 11      | 1      | 17      | 0      | 2       | 0       | 182     | 10     |
| Total              | Total              | Total              | 329       | 19        | 16      | 1      | 30      | 0      | 2       | 0       | 368     | 19     |

1 Include Coupe de France/Coupe de la Ligue și Coppa Italia

2 Include Supercoppa Italiana
Actualizat 3 martie 2013

### Goluri internaționale
| Gol | Data              | Stadion                | Oponent    | Scor | Rezultat | Competiția                                             |
| --- | ----------------- | ---------------------- | ---------- | ---- | -------- | ------------------------------------------------------ |
| 1.  | 11 octombrie 2011 | St. Jakob Park, Basel  | Muntenegru | 2–0  | 2–0      | Preliminariile Campionatului European de Fotbal 2012   |
| 2.  | 26 mai 2012       | St. Jakob Park, Basel  | Germania   | 4–2  | 5–3      | Meci amical                                            |
| 3.  | 6 septembrie 2013 | Stade de Suisse, Berna | Islanda    | 1–1  | 4–4      | Calificările pentru Campionatul Mondial de Fotbal 2014 |
| 4.  | 6 septembrie 2013 | Stade de Suisse, Berna | Islanda    | 3–1  | 4–4      | Calificările pentru Campionatul Mondial de Fotbal 2014 |